# Zespół przyrodniczo-krajobrazowy „Wielikąt”
Zespół przyrodniczo-krajobrazowy „Wielikąt” – zespół przyrodniczo-krajobrazowy w województwie śląskim, w powiecie wodzisławskim, w gminie Lubomia w pobliżu osady Wielikąt. Został utworzony w 1993 r. na mocy Rozporządzenia Wojewody Katowickiego, co było efektem wieloletnich starań przyrodników, m.in. z Górnośląskiego Koła Ornitologicznego oraz Polskiego Towarzystwa Przyjaciół Przyrody „pro Natura”.
Obejmuje kompleks stawów hodowlanych Gospodarstwa Rybackiego „Wielikąt”, wraz z otaczającymi polami i łąkami. Kompleks składa się z dziewięciu większych (17–40 ha) i kilkunastu małych stawów. Jego łączna powierzchnia wynosi 642,81 ha, z czego zbiorniki wodne zajmują 370,5 ha. Wzdłuż większości grobli występują szuwary, najczęściej szerokości 2–4 m, a niekiedy do 50 m szerokości. Główną masę roślinności wynurzonej stanowi trzcina pospolita, a następnie pałki – szerokolistna i wąskolistna. Występuje tu także rzadki kosaciec żółty. Groble otaczające zbiorniki na ogół porastają drzewa liściaste, przede wszystkim dęby szypułkowe, klony – zwyczajne i jawory, brzozy brodawkowate, topole czarne, osiki, graby oraz olchy czarne. Stare jawory i klony rosną też wzdłuż drogi polnej łączącej dwa przysiółki – Wielikąt z Grabówką. Oprócz tego od strony wschodniej przylegają do ogroblowania pasy starego zadrzewienia (głównie olsza) o łącznej powierzchni około 7 ha. Wśród występujących w „Wielikącie” krzewów przeważają wierzby – biała, krucha i szara, bez czarny, tarnina, dzika róża, jeżyna popielica, a także kalina koralowa i kruszyna pospolita. Woda do napełniania i zasilania stawów pochodzi z potoków Syrynka i Lubomka. Przez środek kompleksu stawów przebiega kolejowa linia towarowa. W odległości około 450 m na zachód od stawów przepływa Odra.
Kompleks stawów stwarza unikatowe warunki dla bytowania i rozrodu ptactwa wodnego. Jest on ważnym elementem korytarza ekologicznego. Został zaliczony do najcenniejszych akwenów Śląska. W 2004 roku Ogólnopolskie Towarzystwo Ochrony Ptaków, na podstawie obowiązujących w całej Unii Europejskiej kryteriów, ogłosiło stawy Wielikąt wraz z sąsiednim Lasem Tworkowskim ostoją ptaków o randze międzynarodowej (IBA). W 2008 r. Rozporządzeniem Ministra Środowiska ostoja ta została włączona do obszarów specjalnej ochrony ptaków (Europejskiej Sieci Ekologicznej) Natura 2000 „Stawy Wielikąt i Las Tworkowski” PLB240003.
Dotychczas stwierdzono w „Wielikącie” 236 gatunków ptaków, w tym 129 lęgowych lub prawdopodobnie lęgowych. Z grupy ptaków wodno-błotnych zanotowano występowanie 123 gatunków, a wśród nich w wieloleciu 49 gatunków, których gniazdowanie było pewne, prawdopodobne bądź możliwe. Stanowiska lęgowe mają tu gatunki zagrożone i potencjalnie zagrożone w skali globalnej, europejskiej, krajowej oraz regionalnej. Są to m.in.: bąk, bączek, krakwa, hełmiatka, podgorzałka, orzeł bielik, kropiatka, krwawodziób, zimorodek, podróżniczek, brzęczka i wąsatka. W 2008 r. stwierdzono tu piąty przypadek lęgu w Polsce gęsiówki egipskiej.
Poza znaczeniem związanym z zapewnieniem warunków do lęgów dla bogatego zespołu awifauny, „Wielikąt” pełni też ważną funkcję jako miejsce odpoczynku ptaków w okresie przelotów i koczowania polęgowego. Pierzą się na stawach pokaźne stada ptaków wodnych, np. w latach 1990. były one najważniejszym pierzowiskiem łabędzi niemych w południowo-zachodniej Polsce, skupiającym do 1300 ptaków. Podczas przelotów stwierdzono tu takie rzadkie w Polsce gatunki, jak kormoran mały, pelikan różowy, czapla nadobna, warzęcha, gęś mała, gęś tybetańska, bernikla rdzawoszyja, kazarka rdzawa, sterniczka, sęp płowy, błotniak stepowy, kobczyk, dubelt, czajka towarzyska, brodziec pławny, terekia i wydrzyk długosterny.
W roku 2003 wytyczono w „Wielikącie” 4-kilometrową ścieżkę dydaktyczną.